# Shootfighting
Lo Shootfighting è uno sport da combattimento e un'arte marziale le cui competizioni sono regolate dalla International Shootfighting Association (ISFA). Lo Shootfighting incorpora tecniche provenienti da una moltitudine di arti marziali tradizionali come il Kenpō giapponese e la lotta libera.
Il termine è stato per lungo termine utilizzato come sinonimo di arti marziali miste, specialmente in Giappone, in contrasto con lo shoot wrestling prerogativa di alcuni wrestler. Il binomio "shootfighting-MMA" non è più di uso comune: Bart Vale ha infatti registrato il termine "shootfighting" e lo utilizza per descrivere la sua tecnica di combattimento ibrida derivata dallo shoot wrestling.
Alcuni esempi di tornei o organizzazioni che un tempo erano annoverate nell'universo dello shootfighting sono il Pancrase, lo Shoot boxing e lo Shooto, dove molti lottatori si considerano shootfighters.
Ken Shamrock è probabilmente il più famoso shootfighter, giacché sia durante il periodo trascorso nella World Wrestling Federation sia nel primo periodo nella Ultimate Fighting Championship veniva indicato come shootfighter.